# Entekawir

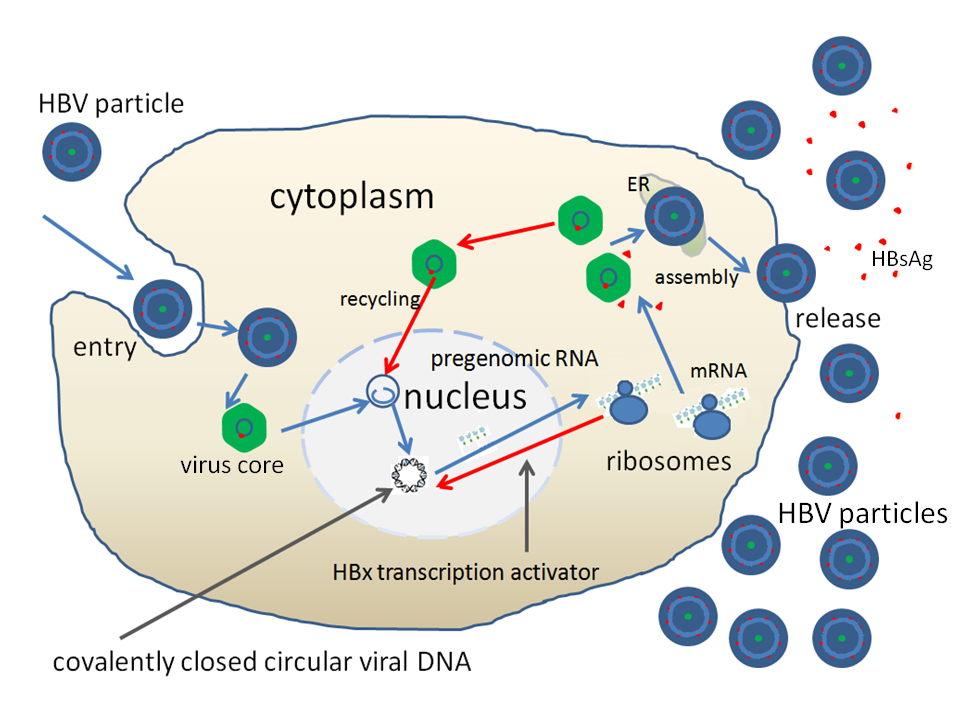
Schemat replikacji HBV, entekavir działa w miejscach zaznaczonych jako 4,5,6

Entekawir – organiczny związek chemiczny, substancja antywirusowa należąca do klasy analogów nukleozydów, stosowana w leczeniu infekcji wirusem zapalenia wątroby typu B (HBV). Entekawir zakłóca działanie enzymu wirusa, polimerazy DNA, który bierze udział w tworzeniu DNA wirusa. Entekawir powstrzymuje tworzenie DNA przez wirusa i zapobiega jego namnażaniu i rozprzestrzenianiu się. Lek jest komercjalizowany przez firmę Bristol-Myers Squibb pod nazwą Baraclude, dopuszczony do obrotu na terenie Unii Europejskiej 26 czerwca 2006

## Działanie
Entekawir jest analogiem guanozyny, wykazujący aktywność hamującą polimerazę HBV, ulega fosforylacji do aktywnej postaci trifosforanu (TP), której wewnątrzkomórkowy okres półtrwania wynosi 15 godzin. Przez konkurowanie z naturalnym substratem – trifosforanem deoksyguanozyny, entekawir-TP hamuje trzy aktywności polimerazy wirusowej:
- inicjacja polimerazy HBV,
- odwrotną transkrypcję ujemnej nici DNA z pregenomowego RNA
- syntezę dodatniej nici DNA HBV.

Stała Ki entekawiru-TP w odniesieniu do polimerazy DNA HBV wynosi 0,0012 μM. Entekawir-TP jest słabym inhibitorem komórkowej polimerazy DNA α, β i δ ze stałą Ki wynoszącą od 18 do 40 μM. Ponadto ekspozycja na wysokie dawki entekawiru nie ma istotnego wpływu na polimerazę γ ani na syntezę mitochondrialnego DNA w komórkach HepG2 (Ki > 160 μM)

## Wskazania
Baraclude wskazany jest do leczenia przewlekłego wirusowego zapalenia wątroby typu B (HBV) u osób dorosłych z wyrównaną czynnością wątroby, stwierdzoną czynną replikacją wirusa, trwale podwyższoną aktywnością aminotransferazy alaninowej (AlAT) i histologicznie potwierdzonym czynnym stanem zapalnym i (lub) zwłóknieniem wątroby.

## Aktywność przeciwwirusowa
Entekawir hamuje syntezę DNA HBV (redukcja o 50%, EC50) w stężeniu 0,004 μM w ludzkich komórkach HepG2 zakażonych dzikim typem HBV.

## Dawkowanie
0,5 mg raz na dobę, przed posiłkiem lub po posiłku (pacjenci nie leczeni uprzednio analogami nukleozydów).

## Preparaty
- Baraclude